# Unicodeblock Oriya
Der Unicodeblock Oriya (U+0B00 bis U+0B7F) enthält die Oriya-Schrift, die für eine Reihe von Sprachen im indischen Bundesstaat Orissa verwendet wird, insbesondere Oriya.

## Tabelle
| Unicodenummer | Zeichen (400 %) | Kategorie                               | Bidirektionale Klasse       | Offizielle Bezeichnung          | Beschreibung                      |
| ------------- | --------------- | --------------------------------------- | --------------------------- | ------------------------------- | --------------------------------- |
| U+0B01 (2817) | ଁ                | Markierung ohne Extrabreite             | Markierung ohne Extrabreite | ORIYA SIGN CANDRABINDU          | Oriya-Zeichen Candrabindu         |
| U+0B02 (2818) | ଂ                | Markierung mit Extrabreite              | links nach rechts           | ORIYA SIGN ANUSVARA             | Oriya-Zeichen Anusvara            |
| U+0B03 (2819) | ଃ                | Markierung mit Extrabreite              | links nach rechts           | ORIYA SIGN VISARGA              | Oriya-Zeichen Visarga             |
| U+0B05 (2821) | ଅ               | anderer Buchstabe, Silbe oder Ideogramm | links nach rechts           | ORIYA LETTER A                  | Oriya-Buchstabe A                 |
| U+0B06 (2822) | ଆ               | anderer Buchstabe, Silbe oder Ideogramm | links nach rechts           | ORIYA LETTER AA                 | Oriya-Buchstabe Aa                |
| U+0B07 (2823) | ଇ               | anderer Buchstabe, Silbe oder Ideogramm | links nach rechts           | ORIYA LETTER I                  | Oriya-Buchstabe I                 |
| U+0B08 (2824) | ଈ               | anderer Buchstabe, Silbe oder Ideogramm | links nach rechts           | ORIYA LETTER II                 | Oriya-Buchstabe Ii                |
| U+0B09 (2825) | ଉ               | anderer Buchstabe, Silbe oder Ideogramm | links nach rechts           | ORIYA LETTER U                  | Oriya-Buchstabe U                 |
| U+0B0A (2826) | ଊ               | anderer Buchstabe, Silbe oder Ideogramm | links nach rechts           | ORIYA LETTER UU                 | Oriya-Buchstabe Uu                |
| U+0B0B (2827) | ଋ               | anderer Buchstabe, Silbe oder Ideogramm | links nach rechts           | ORIYA LETTER VOCALIC R          | Oriya-Buchstabe vokalisches R     |
| U+0B0C (2828) | ଌ               | anderer Buchstabe, Silbe oder Ideogramm | links nach rechts           | ORIYA LETTER VOCALIC L          | Oriya-Buchstabe vokalisches L     |
| U+0B0F (2831) | ଏ               | anderer Buchstabe, Silbe oder Ideogramm | links nach rechts           | ORIYA LETTER E                  | Oriya-Buchstabe E                 |
| U+0B10 (2832) | ଐ               | anderer Buchstabe, Silbe oder Ideogramm | links nach rechts           | ORIYA LETTER AI                 | Oriya-Buchstabe Ai                |
| U+0B13 (2835) | ଓ               | anderer Buchstabe, Silbe oder Ideogramm | links nach rechts           | ORIYA LETTER O                  | Oriya-Buchstabe O                 |
| U+0B14 (2836) | ଔ               | anderer Buchstabe, Silbe oder Ideogramm | links nach rechts           | ORIYA LETTER AU                 | Oriya-Buchstabe Au                |
| U+0B15 (2837) | କ               | anderer Buchstabe, Silbe oder Ideogramm | links nach rechts           | ORIYA LETTER KA                 | Oriya-Buchstabe Ka                |
| U+0B16 (2838) | ଖ               | anderer Buchstabe, Silbe oder Ideogramm | links nach rechts           | ORIYA LETTER KHA                | Oriya-Buchstabe Kha               |
| U+0B17 (2839) | ଗ               | anderer Buchstabe, Silbe oder Ideogramm | links nach rechts           | ORIYA LETTER GA                 | Oriya-Buchstabe Ga                |
| U+0B18 (2840) | ଘ               | anderer Buchstabe, Silbe oder Ideogramm | links nach rechts           | ORIYA LETTER GHA                | Oriya-Buchstabe Gha               |
| U+0B19 (2841) | ଙ               | anderer Buchstabe, Silbe oder Ideogramm | links nach rechts           | ORIYA LETTER NGA                | Oriya-Buchstabe Nga               |
| U+0B1A (2842) | ଚ               | anderer Buchstabe, Silbe oder Ideogramm | links nach rechts           | ORIYA LETTER CA                 | Oriya-Buchstabe Ca                |
| U+0B1B (2843) | ଛ               | anderer Buchstabe, Silbe oder Ideogramm | links nach rechts           | ORIYA LETTER CHA                | Oriya-Buchstabe Cha               |
| U+0B1C (2844) | ଜ               | anderer Buchstabe, Silbe oder Ideogramm | links nach rechts           | ORIYA LETTER JA                 | Oriya-Buchstabe Ja                |
| U+0B1D (2845) | ଝ               | anderer Buchstabe, Silbe oder Ideogramm | links nach rechts           | ORIYA LETTER JHA                | Oriya-Buchstabe Jha               |
| U+0B1E (2846) | ଞ               | anderer Buchstabe, Silbe oder Ideogramm | links nach rechts           | ORIYA LETTER NYA                | Oriya-Buchstabe Nya               |
| U+0B1F (2847) | ଟ               | anderer Buchstabe, Silbe oder Ideogramm | links nach rechts           | ORIYA LETTER TTA                | Oriya-Buchstabe Tta               |
| U+0B20 (2848) | ଠ               | anderer Buchstabe, Silbe oder Ideogramm | links nach rechts           | ORIYA LETTER TTHA               | Oriya-Buchstabe Ttha              |
| U+0B21 (2849) | ଡ               | anderer Buchstabe, Silbe oder Ideogramm | links nach rechts           | ORIYA LETTER DDA                | Oriya-Buchstabe Dda               |
| U+0B22 (2850) | ଢ               | anderer Buchstabe, Silbe oder Ideogramm | links nach rechts           | ORIYA LETTER DDHA               | Oriya-Buchstabe Ddha              |
| U+0B23 (2851) | ଣ               | anderer Buchstabe, Silbe oder Ideogramm | links nach rechts           | ORIYA LETTER NNA                | Oriya-Buchstabe Nna               |
| U+0B24 (2852) | ତ               | anderer Buchstabe, Silbe oder Ideogramm | links nach rechts           | ORIYA LETTER TA                 | Oriya-Buchstabe Ta                |
| U+0B25 (2853) | ଥ               | anderer Buchstabe, Silbe oder Ideogramm | links nach rechts           | ORIYA LETTER THA                | Oriya-Buchstabe Tha               |
| U+0B26 (2854) | ଦ               | anderer Buchstabe, Silbe oder Ideogramm | links nach rechts           | ORIYA LETTER DA                 | Oriya-Buchstabe Da                |
| U+0B27 (2855) | ଧ               | anderer Buchstabe, Silbe oder Ideogramm | links nach rechts           | ORIYA LETTER DHA                | Oriya-Buchstabe Dha               |
| U+0B28 (2856) | ନ               | anderer Buchstabe, Silbe oder Ideogramm | links nach rechts           | ORIYA LETTER NA                 | Oriya-Buchstabe Na                |
| U+0B2A (2858) | ପ               | anderer Buchstabe, Silbe oder Ideogramm | links nach rechts           | ORIYA LETTER PA                 | Oriya-Buchstabe Pa                |
| U+0B2B (2859) | ଫ               | anderer Buchstabe, Silbe oder Ideogramm | links nach rechts           | ORIYA LETTER PHA                | Oriya-Buchstabe Pha               |
| U+0B2C (2860) | ବ               | anderer Buchstabe, Silbe oder Ideogramm | links nach rechts           | ORIYA LETTER BA                 | Oriya-Buchstabe Ba                |
| U+0B2D (2861) | ଭ               | anderer Buchstabe, Silbe oder Ideogramm | links nach rechts           | ORIYA LETTER BHA                | Oriya-Buchstabe Bha               |
| U+0B2E (2862) | ମ               | anderer Buchstabe, Silbe oder Ideogramm | links nach rechts           | ORIYA LETTER MA                 | Oriya-Buchstabe Ma                |
| U+0B2F (2863) | ଯ               | anderer Buchstabe, Silbe oder Ideogramm | links nach rechts           | ORIYA LETTER YA                 | Oriya-Buchstabe Ya                |
| U+0B30 (2864) | ର               | anderer Buchstabe, Silbe oder Ideogramm | links nach rechts           | ORIYA LETTER RA                 | Oriya-Buchstabe Ra                |
| U+0B32 (2866) | ଲ               | anderer Buchstabe, Silbe oder Ideogramm | links nach rechts           | ORIYA LETTER LA                 | Oriya-Buchstabe La                |
| U+0B33 (2867) | ଳ               | anderer Buchstabe, Silbe oder Ideogramm | links nach rechts           | ORIYA LETTER LLA                | Oriya-Buchstabe Lla               |
| U+0B35 (2869) | ଵ               | anderer Buchstabe, Silbe oder Ideogramm | links nach rechts           | ORIYA LETTER VA                 | Oriya-Buchstabe Va                |
| U+0B36 (2870) | ଶ               | anderer Buchstabe, Silbe oder Ideogramm | links nach rechts           | ORIYA LETTER SHA                | Oriya-Buchstabe Sha               |
| U+0B37 (2871) | ଷ               | anderer Buchstabe, Silbe oder Ideogramm | links nach rechts           | ORIYA LETTER SSA                | Oriya-Buchstabe Ssa               |
| U+0B38 (2872) | ସ               | anderer Buchstabe, Silbe oder Ideogramm | links nach rechts           | ORIYA LETTER SA                 | Oriya-Buchstabe Sa                |
| U+0B39 (2873) | ହ               | anderer Buchstabe, Silbe oder Ideogramm | links nach rechts           | ORIYA LETTER HA                 | Oriya-Buchstabe Ha                |
| U+0B3C (2876) | ଼                | Markierung ohne Extrabreite             | Markierung ohne Extrabreite | ORIYA SIGN NUKTA                | Oriya-Zeichen Nukta               |
| U+0B3D (2877) | ଽ               | anderer Buchstabe, Silbe oder Ideogramm | links nach rechts           | ORIYA SIGN AVAGRAHA             | Oriya-Zeichen Avagraha            |
| U+0B3E (2878) | ା                | Markierung mit Extrabreite              | links nach rechts           | ORIYA VOWEL SIGN AA             | Oriya-Vokalzeichen Aa             |
| U+0B3F (2879) | ି                | Markierung ohne Extrabreite             | Markierung ohne Extrabreite | ORIYA VOWEL SIGN I              | Oriya-Vokalzeichen I              |
| U+0B40 (2880) | ୀ                | Markierung mit Extrabreite              | links nach rechts           | ORIYA VOWEL SIGN II             | Oriya-Vokalzeichen Ii             |
| U+0B41 (2881) | ୁ                | Markierung ohne Extrabreite             | Markierung ohne Extrabreite | ORIYA VOWEL SIGN U              | Oriya-Vokalzeichen U              |
| U+0B42 (2882) | ୂ                | Markierung ohne Extrabreite             | Markierung ohne Extrabreite | ORIYA VOWEL SIGN UU             | Oriya-Vokalzeichen Uu             |
| U+0B43 (2883) | ୃ                | Markierung ohne Extrabreite             | Markierung ohne Extrabreite | ORIYA VOWEL SIGN VOCALIC R      | Oriya-Vokalzeichen vokalisches R  |
| U+0B44 (2884) | ୄ                | Markierung ohne Extrabreite             | Markierung ohne Extrabreite | ORIYA VOWEL SIGN VOCALIC RR     | Oriya-Vokalzeichen vokalisches Rr |
| U+0B47 (2887) | େ                | Markierung mit Extrabreite              | links nach rechts           | ORIYA VOWEL SIGN E              | Oriya-Vokalzeichen E              |
| U+0B48 (2888) | ୈ                | Markierung mit Extrabreite              | links nach rechts           | ORIYA VOWEL SIGN AI             | Oriya-Vokalzeichen Ai             |
| U+0B4B (2891) | ୋ                | Markierung mit Extrabreite              | links nach rechts           | ORIYA VOWEL SIGN O              | Oriya-Vokalzeichen O              |
| U+0B4C (2892) | ୌ                | Markierung mit Extrabreite              | links nach rechts           | ORIYA VOWEL SIGN AU             | Oriya-Vokalzeichen Au             |
| U+0B4D (2893) | ୍                | Markierung ohne Extrabreite             | Markierung ohne Extrabreite | ORIYA SIGN VIRAMA               | Oriya-Zeichen Virama              |
| U+0B55 (2901) | ୕                | Markierung ohne Extrabreite             | Markierung ohne Extrabreite | ORIYA SIGN OVERLINE             | Oriya-Zeichen übergesetzte Linie  |
| U+0B56 (2902) | ୖ                | Markierung ohne Extrabreite             | Markierung ohne Extrabreite | ORIYA AI LENGTH MARK            | Oriya-Ai-Längenzeichen            |
| U+0B57 (2903) | ୗ                | Markierung mit Extrabreite              | links nach rechts           | ORIYA AU LENGTH MARK            | Oriya-Au-Längenzeichen            |
| U+0B5C (2908) | ଡ଼               | anderer Buchstabe, Silbe oder Ideogramm | links nach rechts           | ORIYA LETTER RRA                | Oriya-Buchstabe Rra               |
| U+0B5D (2909) | ଢ଼               | anderer Buchstabe, Silbe oder Ideogramm | links nach rechts           | ORIYA LETTER RHA                | Oriya-Buchstabe Rha               |
| U+0B5F (2911) | ୟ               | anderer Buchstabe, Silbe oder Ideogramm | links nach rechts           | ORIYA LETTER YYA                | Oriya-Buchstabe Yya               |
| U+0B60 (2912) | ୠ               | anderer Buchstabe, Silbe oder Ideogramm | links nach rechts           | ORIYA LETTER VOCALIC RR         | Oriya-Buchstabe vokalisches Rr    |
| U+0B61 (2913) | ୡ               | anderer Buchstabe, Silbe oder Ideogramm | links nach rechts           | ORIYA LETTER VOCALIC LL         | Oriya-Buchstabe vokalisches Ll    |
| U+0B62 (2914) | ୢ                | Markierung ohne Extrabreite             | Markierung ohne Extrabreite | ORIYA VOWEL SIGN VOCALIC L      | Oriya-Vokalzeichen vokalisches L  |
| U+0B63 (2915) | ୣ                | Markierung ohne Extrabreite             | Markierung ohne Extrabreite | ORIYA VOWEL SIGN VOCALIC LL     | Oriya-Vokalzeichen vokalisches Ll |
| U+0B66 (2918) | ୦               | Dezimalziffer                           | links nach rechts           | ORIYA DIGIT ZERO                | Oriya-Ziffer Null                 |
| U+0B67 (2919) | ୧               | Dezimalziffer                           | links nach rechts           | ORIYA DIGIT ONE                 | Oriya-Ziffer Eins                 |
| U+0B68 (2920) | ୨               | Dezimalziffer                           | links nach rechts           | ORIYA DIGIT TWO                 | Oriya-Ziffer Zwei                 |
| U+0B69 (2921) | ୩               | Dezimalziffer                           | links nach rechts           | ORIYA DIGIT THREE               | Oriya-Ziffer Drei                 |
| U+0B6A (2922) | ୪               | Dezimalziffer                           | links nach rechts           | ORIYA DIGIT FOUR                | Oriya-Ziffer Vier                 |
| U+0B6B (2923) | ୫               | Dezimalziffer                           | links nach rechts           | ORIYA DIGIT FIVE                | Oriya-Ziffer Fünf                 |
| U+0B6C (2924) | ୬               | Dezimalziffer                           | links nach rechts           | ORIYA DIGIT SIX                 | Oriya-Ziffer Sechs                |
| U+0B6D (2925) | ୭               | Dezimalziffer                           | links nach rechts           | ORIYA DIGIT SEVEN               | Oriya-Ziffer Sieben               |
| U+0B6E (2926) | ୮               | Dezimalziffer                           | links nach rechts           | ORIYA DIGIT EIGHT               | Oriya-Ziffer Acht                 |
| U+0B6F (2927) | ୯               | Dezimalziffer                           | links nach rechts           | ORIYA DIGIT NINE                | Oriya-Ziffer Neun                 |
| U+0B70 (2928) | ୰               | anderes Symbol                          | links nach rechts           | ORIYA ISSHAR                    | Oriya-Isshar                      |
| U+0B71 (2929) | ୱ               | anderer Buchstabe, Silbe oder Ideogramm | links nach rechts           | ORIYA LETTER WA                 | Oriya-Buchstabe Wa                |
| U+0B72 (2930) | ୲               | anderes Zahlzeichen                     | links nach rechts           | ORIYA FRACTION ONE QUARTER      | Oriya-Bruch ein Viertel           |
| U+0B73 (2931) | ୳               | anderes Zahlzeichen                     | links nach rechts           | ORIYA FRACTION ONE HALF         | Oriya-Bruch ein Halb              |
| U+0B74 (2932) | ୴               | anderes Zahlzeichen                     | links nach rechts           | ORIYA FRACTION THREE QUARTERS   | Oriya-Bruch drei Viertel          |
| U+0B75 (2933) | ୵               | anderes Zahlzeichen                     | links nach rechts           | ORIYA FRACTION ONE SIXTEENTH    | Oriya-Bruch ein Sechzehntel       |
| U+0B76 (2934) | ୶               | anderes Zahlzeichen                     | links nach rechts           | ORIYA FRACTION ONE EIGHTH       | Oriya-Bruch ein Achtel            |
| U+0B77 (2935) | ୷               | anderes Zahlzeichen                     | links nach rechts           | ORIYA FRACTION THREE SIXTEENTHS | Oriya-Bruch drei Sechzehntel      |